# Azygonyx
Azygonyx és un gènere extint de mamífers cimolests, possiblement de la família dels estoníquids, que visqueren a Nord-amèrica entre el Paleocè superior i l'Eocè. Se n'han trobat restes fòssils a Wyoming (Estats Units). Les espècies d'aquest grup eren til·lodonts molt primitius, fins al punt que no tenien la símfisi mandibular fusionada i allargada típica dels til·lodonts. Estaven adaptades per enfilar-se als arbres. Assolien, com a molt, la mida d'un os rentador. El nom genèric Azygonyx significa 'urpa desunida' i es refereix a les dents anteriors d'aquests animals, que tenien forma d'urpa i no estaven unides.